# Macareu (company d'Ulisses)
Macareu, segons la mitologia grega, fou un company d'Ulisses.
Quan els altres continuaren el seu viatge després de passar un any al palau de Circe, ell preferí desembarcar a la costa del Laci.